# Cijenuk
Cijenuk is een bestuurslaag in het regentschap Bandung Barat van de provincie West-Java, Indonesië. Cijenuk telt 7341 inwoners (volkstelling 2010).